# 五帶條紋小䰾
五帶條紋小䰾（学名：Desmopuntius pentazona），又稱五帶無鬚魮、五帶小䰾，為輻鰭魚綱鯉形目鯉科條紋小䰾屬的其中一個種。

## 分布
本魚分布於柬埔寨、馬來西亞、新加坡、印尼、越南的溪流。

## 特徵
本魚體側有五道垂直的黑色條紋，第一道通過眼睛、第三道起自背鰭基底，體呈金黃色。魚鰭大多有深淺不同的紅色，通常在鰭基部，尾鰭上和幼魚在這一特徵並不那麼明顯。雌魚通常比雄魚更豐腴，色彩也沒那麼鮮豔。體長可達8.8公分。

## 生態
本魚棲息在靜止的水域中，性情溫和，喜群游，屬雜食性。

## 經濟利用
為觀賞性魚類。